# Goleszczyzna
Goleszczyzna – nieoficjalna część wsi Brudzew, położona w województwie wielkopolskim, w powiecie tureckim, w gminie Brudzew.

## Historia
Słownik Geograficzny Królestwa Polskiego podaje:
| Goleszczyzna – wieś w powiecie kolskim, w gminie i parafii Brudzew. W 1827 roku było tu 13 domów i 103 mieszkańców. |
W latach 1975–1998 miejscowość administracyjnie należała do województwa konińskiego. W części wsi znajduje się cmentarz rodowy Kurnatowskich.